# Georg Roeber
Georg Roeber (* 10. Dezember 1901 in Zittau; † 4. März 1983) war ein deutscher Rechtswissenschaftler.

## Leben
Roeber studierte von 1922 bis 1925 in Jena Rechtswissenschaften und wurde 1924 promoviert. Er arbeitete dann als Jurist in der Filmindustrie, bevor er 1927 die Leitung der Rechtsabteilung der „Spitzenorganisation der deutschen Filmwirtschaft“ (SIPO) übernahm. Fünf Jahre später wurde Roeber Sachverständiger für Urheberrechtsfragen im vorläufigen Reichswirtschaftsrat. Nach 1933 war er Mitglied des Ausschusses für Urheber- und Filmrechte in der „Akademie für deutsches Recht“, er lehrte an der „Reichsfilmakademie“ und war in der „Reichsfilmkammer“ für filmrechtliche und propagandistische Fragen zuständig. Im Zweiten Weltkrieg nahm er für die sog. „internationale Rechtskammer“ ähnliche Aufgaben in den besetzten Gebieten wahr. 1941 wechselte er als Justitiar zur „Bavaria-Filmkunst“ nach München. Nach Kriegsende wurde er zum Treuhänder für die Deutsche Film-Vertriebs GmbH bestellt, für die er 1946 auch freiberuflich als Sachverständiger arbeitete. 1954 gründete er mit Peter Ostermayr das „Institut für Film- und Fernsehrecht“ in München. Ab 1962 lehrte Roeber an der Universität Regensburg, dort wurde er 1980 zum Honorarprofessor ernannt.
Roeber publizierte in erster Linie zu Fragen des Film- und Urheberrechts. Er war Mitherausgeber der Zeitschriften „Archiv für Urheber-, Film- und Theaterrecht“ (UFITA) und „Film und Recht“.

## Ehrungen
- Bundesverdienstkreuz 1. Klasse
- Ehrenmitgliedschaft in der Österreichischen Gesellschaft für Filmwissenschaften
- Goldmedaille der Spitzenorganisation der Filmwirtschaft

## Schriften (Auswahl)
- Die Volonte Generale bei Jean-Jacques Rousseau. Jena 1924 (Jena, Univ. Diss.).
- Das musikalische Tantiemerecht in Deutschland. Hobbing, Berlin 1930.
- Das Filmrecht und die Frage seiner Reformbedürftigkeit. Heymann, Berlin 1933.
- Urheberrecht oder geistiges Eigentum. Verlag für angewandte Wissenschaften, Baden-Baden 1956 (Schriftenreihe des Archivs für Urheber- und Medienrecht; 1).
- Die Urheberschaft am Film: Probleme und Aufgaben der Rechtsreform. Verlag für angewandte Wissenschaften, Baden-Baden 1956 (Schriftenreihe des Archivs für Urheber- und Medienrecht; 3).
- Das Tonband und seine Stellung im Recht. Verlag für angewandte Wissenschaften, Baden-Baden 1957 (Schriftenreihe des Archivs für Urheber- und Medienrecht; 6).
- Der Bundesgerichtshof und die Probleme des künstlerischen Leistungsschutzes. Verlag für angewandte Wissenschaften, Baden-Baden 1961 (Schriftenreihe des Archivs für Urheber- und Medienrecht; 21).
- (Hrsg.): Das Stockholmer Vertragswerk zum internationalen Urheberrecht. Verlag Dokumentation, 1969 (Schriftenreihe des Archivs für Urheber- und Medienrecht; 35).
- zusammen mit Gerhard Jacoby: Handbuch der filmwirtschaftlichen Medienbereiche: die wirtschaftlichen Erscheinungsformen des Films auf den Gebieten der Unterhaltung, der Werbung, der Bildung und des Fernsehens. Verlag Dokumentation, Pullach bei München 1973, ISBN 3-7940-3272-1.
- (Hrsg.): Die Pariser Revisionen der Übereinkünfte zum internationalen Urheberrecht. Schweitzer, Berlin 1975 (Schriftenreihe des Archivs für Urheber- und Medienrecht; 50), ISBN 3-8059-0378-2.